# 李明喜
李 明喜（Myeong-hee Lee／り・みょんひ、1966年 - ）は日本の空間デザイナー。兵庫県城崎の香住生まれ、島根県出雲市育ち。桑沢デザイン研究所卒業。過去に東京大学知の構造化センターpingpongプロジェクトディレクターを務めた。現在、アカデミック・リソース・ガイド株式会社の取締役兼CDO（Chief Digital Officer. 最高デジタル責任者）である。

## 経歴
工業大学の建築学科に入学したが1年で中退。地方のアパレル会社で5年ほど販売、販促企画の仕事をする。その後、1991年に上京し桑沢デザイン研究所に入る。卒業後、インテリアデザイン事務所に入り約3年半デザイナーとして働いたのち1998年に独立しデザインチームmattを立ち上げる。
mattでは商業施設、オフィス、公共施設、イベント等の企画・設計・デザイン業務を行う。主なプロジェクトとして、千駄ヶ谷のアクセサリーショップ「JAM HOME MADE」（音響デザインをカールステン・ニコライが担当）、外苑前のカフェ「Office」（2001年、オーナー兼プロデューサーは中村貞裕）、代官山「Sign」（オーナー兼プロデューサーは中村）、秋葉原の秘密基地兼住宅「Akiba 1LDK + 檜風呂」、山口情報芸術センター（YCAM）の複合スペース「BIT THINGS」、渋谷「グランベルホテル」、ロッテリア日本科学未来館店（「サイエンス監修」を池上高志が担当）、東京ミッドタウン内にオープンしたスルガ銀行によるユニークなコミュニケーションスペース「d-labo by SURUGA BANK」（2007年）等の空間デザイン、「第15回文化庁メディア芸術祭」「文化庁メディア芸術祭富山展」等のキュレーション、弓削匠がデザイナーを務めるファッションブランド「yuge」（ユージュ）のコレクション発表のプロデュースがある。
2007年5月24日（木）19:00～21:00　「d-laboから考える - 僕らは都市に夢を見るか」と題したイベントを開催。東浩紀と北田暁大が対談した。
2008年4月、「Sign」五反田店オープン。
2008年11月、国立国会図書館館長長尾真との対談がVAGANCEに掲載された。
2009年より東京大学知の構造化センターの「pingpongプロジェクト」にディレクターとして参加した。
2010年春、東浩紀、浅子佳英、入江哲朗らとともに合同会社コンテクチュアズ（出版社）およびコンテクチュアズ友の会を発足させた。李は代表に就任。
2010年6月、「東浩紀とニコニコ生編集！～思想地図bis編集会議×新批評研究会～」に参加。東が主宰していた「新批評研究会」の特別編という位置づけ。参加者は東浩紀、宇野常寛、市川真人、藤村龍至、福嶋亮大、濱野智史、黒瀬陽平、西田亮介（以上8名が新批評研究会のメンバー）、速水健朗、浅子佳英、そして李（以上3名が第一部「ショッピングモーライゼーション」の発表者）、村上裕一、坂上秋成、峰尾俊彦、tokada（以上4名が第二部「MMD――生成力の最前線」の発表者）。そのほかに、オブザーバーとして青土社、NHK出版、筑摩書房、ソフトバンククリエイティブなど各出版社の編集者が参加予定であるとアナウンスされた。イベントの模様はニコニコ生放送で配信された。
2010年10月25日（月）　デジタルハリウッド大学にて『ブックビジネス2.0』セミナーに参加。登壇者は濱野智史、橋本大也、岡本真。ナビゲーターは仲俣暁生、木下誠、宮田和樹。
2010年12月24日（金）より、青山ブックセンター六本木店にて開催された「ATAKブックフェア」に参加した。
2011年1月末日付でコンテクチュアズの代表を解任され、退社（出資金から300万円超を横領したため）。2011年1月12日に李から東浩紀
、浅子佳英に提出された念書によると、2,903,838円を2010年8月2日より断続的に、個人事業所mattの運転資金に流用したとのことであったが、その後の調査の結果、李による流用は、コンテクチュアズが設立された2010年4月より行われており、流用金額は300万円を超えていることが判明した。
2013年より、明治学院大学文学部芸術学科非常勤講師として「デジタルアート論」を担当。
2014年1月より、アカデミック・リソース・ガイド株式会社のパートナーとして図書館を中心とした新しい文化施設づくりや地域のデザインに従事。
2017年11月7日～9日にパシフィコ横浜で開催された第19回図書館総合展において、スターパイロッツ代表三浦丈典、アフタヌーンソサエティ代表取締役清水義次、ARG代表取締役岡本真とともにトークイベントに参加した。

## 人物
サッカーが好きで、渡欧するとスタジアムに足を運ぶ。マンチェスターユナイテッドのファン。中でもライアン・ギグスの全盛期でデビッド・ベッカムが「やんちゃな頃（98-99のトレブル達成の頃）」である1990年代後期が一番好きだったと語っている。1982年のスペインワールドカップでジーコのプレイを観てインパクトを受けた。1990年のFIFAワールドカップではポール・ガスコインがヒーローであった。
小学生のころから、星新一、小松左京、筒井康隆、豊田有恒、眉村卓、アイザック・アシモフ、アーサー・Ｃ・クラーク、フィリップ・K・ディックなどのSFを読んできた。スタニスワフ・レム『ソラリス』、1990年代前半に初読したダグラス・ホフスタッター『ゲーデル、エッシャー、バッハ』に影響を受けた。グレッグ・イーガンの小説は邦訳されると欠かさず読んでいる。SF要素のあるライトノベルも読む。好きな漫画家は弐瓶勉で、『ブラム』、『バイオメガ』はイーガンにも劣らないと語っている。
渋谷慶一郎主宰のサウンド・レーベル「ATAK」にアートディレクターとして参加していた。
2008年4月、東浩紀と桜坂洋によるプロジェクト『ギートステイト』に可能性を感じ、同じ方法論で建築・空間を創りたいと語った。